# RGS Nordic
 Der er for få eller ingen kildehenvisninger i denne artikel, hvilket er et problem. Du kan hjælpe ved at angive troværdige kilder til de påstande, som fremføres i artiklen.

RGS Nordic A/S er en affaldshåndteringsvirksomhed, der beskæftiger sig med rensning af forurenet jord, genanvendelse af bygge- og anlægsaffald i Danmark og salg af nyttiggørelsesmaterialer
Virksomheden blev grundlagt tilbage i 1990 under det tidligere firmanavn RGS 90 (Råstof og GenanvendelsesSelskabet af 1990 A/S).
RGS Nordic driver i dag mere end 17 modtage- og behandlingsanlæg i Danmark, hvor de behandler og renser jord og oparbejder bygge- og anlægsaffald til genbrug, genanvendelse eller nyttiggørelse.
Firmaets ejere var førhen Renhold A/S, CAPMAN og I/S Amagerforbrænding. I 2006 blev virksomheden opkøbt af DSV Miljø A/S. I dag er RGS Nordic A/S ejet af hollandske Blue Phoenix Group, der er en del af InfraVia Capital Partners og Daiwa International Capital Partners.